# Ruś Mała
Ruś Mała est un village polonais de la voïvodie de Varmie-Mazurie, dans le powiat d'Ostróda.

## Histoire
Le petit village, dont la forêt faisait autrefois partie de la forêt communale d'Osterode, a été mentionné pour la première fois en 1333. Entre 1874 et 1945, le village a été intégré au district de Thierberg (Zwierzewo en polonais) dans l'arrondissement d'Osterode en Prusse orientale.
En 1910, Klein Reußen comptait 126 habitants, dont 86 en 1933 et 95 en 1939.